# Love Moves
Love Moves är det sjunde studioalbumet av sångerskan Kim Wilde som släpptes 1990. Albumet innehöll sex låtar skrivna av Ricki Wilde samt Kim hon själv, men även fyra låtar som var skrivna av Tony Swain.
Albumets första promote-singel var It's Here följt av singlarna Time, Can't Get Enough (Of Your Love) och World In Perfect Harmony.
Love Moves blev en besvikelse både för Ricki och Kim då albumet inte lyckades sälja lika stort som hennes tidigare album Close gjort. Kim uttryckte att hon var väldigt nöjd över albumet, att det var väldigt starkt och bra gjort samt att det var synd att det inte gick bättre för albumet.
Time är Kims sämstplacerade singel någonsin från hennes diskografi.

## Låtlista
1. "It's Here"
2. "Love (Send Him Back to Me)"
3. "Storm in Our Hearts"
4. "World in Perfect Harmony"
5. "Someday"
6. "Time"
7. "Who's to Blame"
8. "Can't Get Enough (Of Your Love)"
9. "In Hollywood"
10. "I Can't Say Goodbye"